# Pelecopsis digitulus
Pelecopsis digitulus là một loài nhện trong họ Linyphiidae.
Loài này thuộc chi Pelecopsis. Pelecopsis digitulus được miêu tả năm 1992 bởi Robert Bosmans & Abrous.